# DXコード

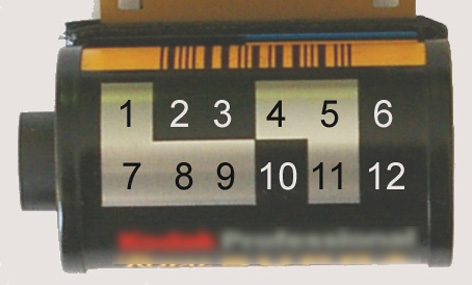
135ネガカラーフィルムパトローネのDXバーコード (上段) および DX CASコード (下段)。ISO 400、24枚撮り、露出寛容度+1/−1 。

DXコードとは、写真フィルムの感度や枚数情報などをカメラに伝達するための、35mmフィルム（135フィルム）パトローネに設けられた電気接点のこと。正式な名称はCASコード。1983年にアメリカのイーストマン・コダック社によって規格化され、世界中のフィルムメーカーが採用した。DXコード対応カメラにDX接点付フィルムを装填すると、フィルム感度や撮影枚数が自動的に設定される。

## 構造と規格の内容
接点は12個のマス目状になっている。マス目は、軸の凹側を手前にしてフィルム乳剤面が上を向くようにパトローネを置いたときパトローネ側面右上に位置する。
図のフィルムはISO感度100で36枚撮り、一般用カラーネガフィルムの例である。本来、各マス目には区切り線は無いが、ここではわかりやすくするために区切りを入れている。
パトローネは通常金属でできているため導電性がある。このことを利用してマスにプリントパターンで情報を記録することができる。ICなどを内蔵しているわけではなく、パンチカードなどと同じ原理である。カメラはフィルム室内に設けられた接点で各マス目が導通しているか絶縁されているかを読み取る。
DXコードの接点12個は4つのエリアに分かれている。上図の1と7がグランドで、必ず導通になっている。1と7は同じものなので、カメラ側の接点は最大でも11個までしか必要ない。
残りの三つのエリアについては以下で個別に記す。

### 感度情報部分
上図の2〜6の部分には、フィルムの感度が記録されている。DXコードで規定されている感度はISO25〜5000のほか8つまでのカスタム設定が可能である。
感度とプリントパターンの関係は以下の通りである。
|               | 接点2 | 接点3 | 接点4 | 接点5 | 接点6 |
| ------------- | ----- | ----- | ----- | ----- | ----- |
| ISO25/DIN15   |       |       |       |       |       |
| ISO32/DIN16   |       |       |       |       |       |
| ISO40/DIN17   |       |       |       |       |       |
| ISO50/DIN18   |       |       |       |       |       |
| ISO64/DIN19   |       |       |       |       |       |
| ISO80/DIN20   |       |       |       |       |       |
| ISO100/DIN21  |       |       |       |       |       |
| ISO125/DIN22  |       |       |       |       |       |
| ISO160/DIN23  |       |       |       |       |       |
| ISO200/DIN24  |       |       |       |       |       |
| ISO250/DIN25  |       |       |       |       |       |
| ISO320/DIN26  |       |       |       |       |       |
| ISO400/DIN27  |       |       |       |       |       |
| ISO500/DIN28  |       |       |       |       |       |
| ISO640/DIN29  |       |       |       |       |       |
| ISO800/DIN30  |       |       |       |       |       |
| ISO1000/DIN31 |       |       |       |       |       |
| ISO1250/DIN32 |       |       |       |       |       |
| ISO1600/DIN33 |       |       |       |       |       |
| ISO2000/DIN34 |       |       |       |       |       |
| ISO2500/DIN35 |       |       |       |       |       |
| ISO3200/DIN36 |       |       |       |       |       |
| ISO4000/DIN37 |       |       |       |       |       |
| ISO5000/DIN38 |       |       |       |       |       |
| カスタム設定1 |       |       |       |       |       |
| カスタム設定2 |       |       |       |       |       |
| カスタム設定3 |       |       |       |       |       |
| カスタム設定4 |       |       |       |       |       |
| カスタム設定5 |       |       |       |       |       |
| カスタム設定6 |       |       |       |       |       |
| カスタム設定7 |       |       |       |       |       |
| カスタム設定8 |       |       |       |       |       |

### 撮影枚数情報部分
接点8〜10の部分には撮影枚数が記録されている。パターンは以下の通りである。
|                               | 接点8 | 接点9 | 接点10 |
| ----------------------------- | ----- | ----- | ------ |
| 他 (10枚、16枚、27枚撮りなど) |       |       |        |
| 12枚撮り                      |       |       |        |
| 20枚撮り                      |       |       |        |
| 24枚撮り                      |       |       |        |
| 36枚撮り                      |       |       |        |
| 48枚撮り                      |       |       |        |
| 60枚撮り                      |       |       |        |
| 72枚撮り                      |       |       |        |

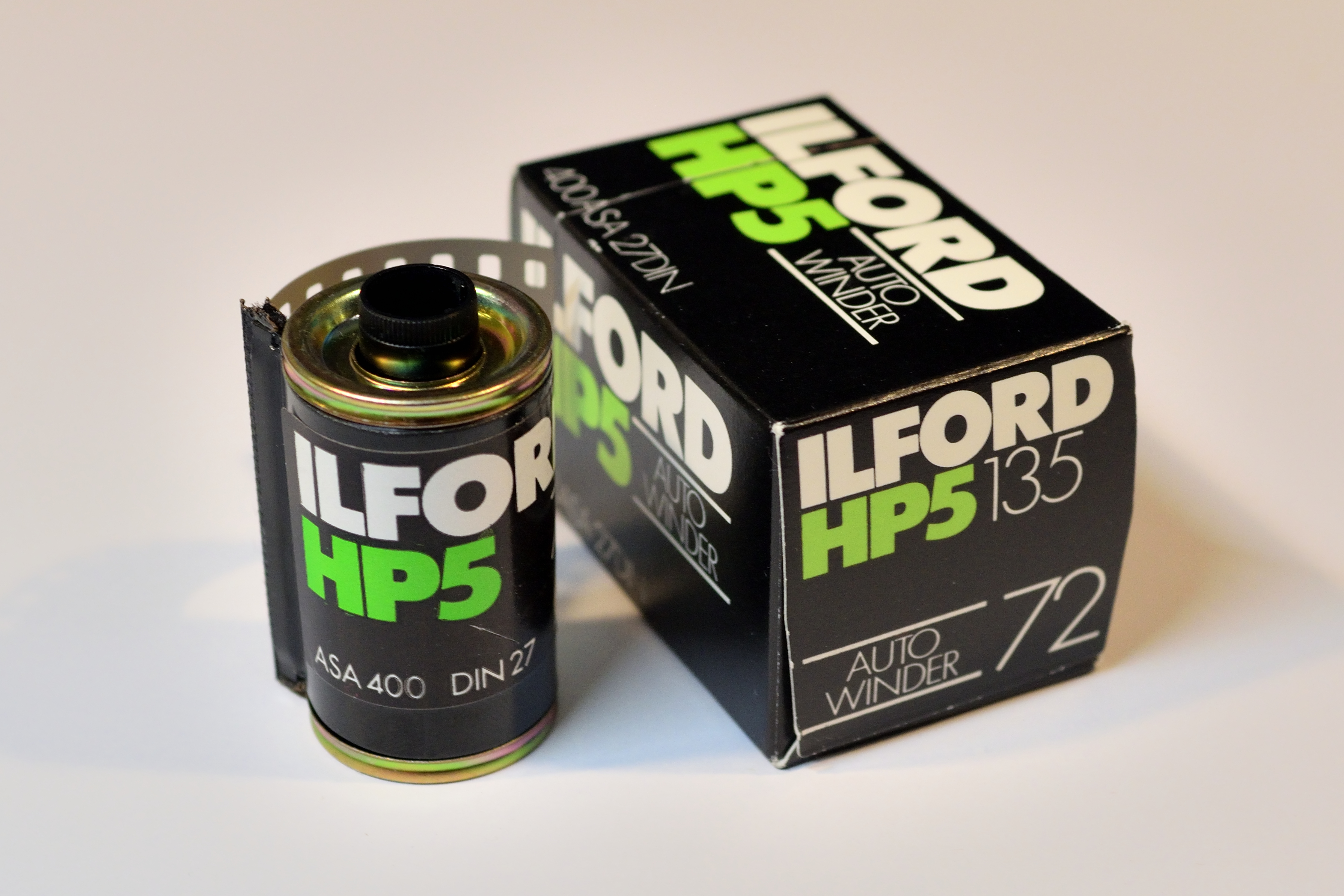
1980年代中頃の
ILFORD HP5 AUTO WINDER
72枚撮り黒白フィルム

DXコードの規格には27枚撮りの設定は無い。そのため27枚撮りフィルムの枚数情報部分はすべて絶縁となっている。これは枚数情報を持っていないのと同じであり、枚数情報を使用する一部のカメラはフィルム枚数に関連する機能が正常に作動しない。この現象の防止と感光事故の防止を兼ねてフィルム装填時に全数巻き上げて撮影したコマを巻き戻すプリワインディング機構を持つカメラも存在した。

### ラティチュード情報部分
接点11・12にはフィルムのラティチュードが記録されている。パターンは以下の通りである。
|            | 接点11 | 接点12 |
| ---------- | ------ | ------ |
| ±0.5段     |        |        |
| ±1段       |        |        |
| +2段・-1段 |        |        |
| +3段・-1段 |        |        |

基本的にリバーサルフィルムは±0.5段、ネガフィルムは+3段・-1段に設定されている。一部プロユースのネガフィルムなどでは±1段などに設定されているものもある。

### 富士フイルム製品の独自仕様との共存
1970年代後半からDXコードの導入まで富士フイルム製コンパクトカメラには自社製フイルム使用時にISO 100とISO 400の感度が自動設定できる2接点式の検知機構が導入されていた。このため、フジカラー400系、フジクローム400(RDH)系、ネオパン400系のパトローネには移行期間として長らく独自接点がDXバーコード付近にDX CAS接点と並列して設けられていた。(廃止時期不明)

## カメラ側の接点
DXコード対応カメラのフィルム室にはDXコードを読み取るための接点があるが、必ずしも11個の接点をすべて持ち合わせているわけではない。
コンパクトカメラをはじめとする多くのカメラでは感度情報以外の情報は読み取っていない。枚数情報を利用しているのは一部の一眼レフカメラなどだけで、逆算カウンタなどに利用している。ラティチュードの情報は極めて少数のカメラだけが利用している。
本来、DX非対応フィルムを装填した場合はそれを検知して手動設定できるように規格が作られているが、コンパクトカメラなどの多くはDX非対応のフィルムの感度を100として設定し、手動設定もできないものが多い。
接点は板バネ状になっているため、フィルムパトローネを押し返してしまいフィルムの装填がしにくくなってしまう欠点がある。このため、裏蓋を閉じるまで接点を収納する仕組みやカメラ底部からパトローネを滑り込ませる機構を持つ機種もある。

DXコード接点採用例
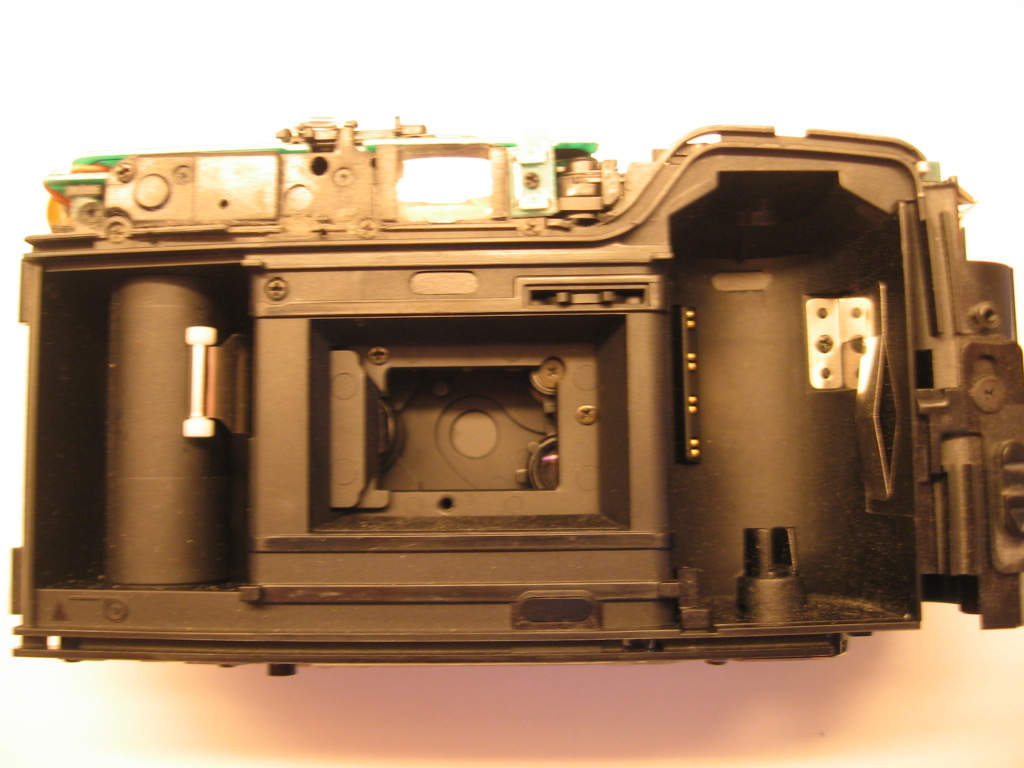
リコー マイポートデュアルミニ 1992年発売 接点2-5で主要感度を読み取る4点式。接点1は各接点に内包。接点6が必要な中間感度は設定できない。
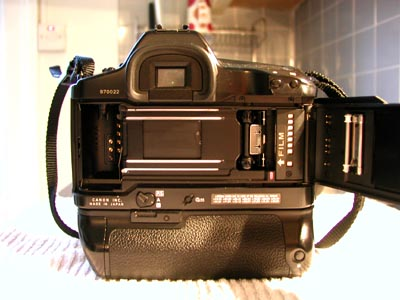
キヤノン EOS-1N RS 1995年発売 接点1-6で感度及び接点11-12でラティチュードを読み取る8点式。
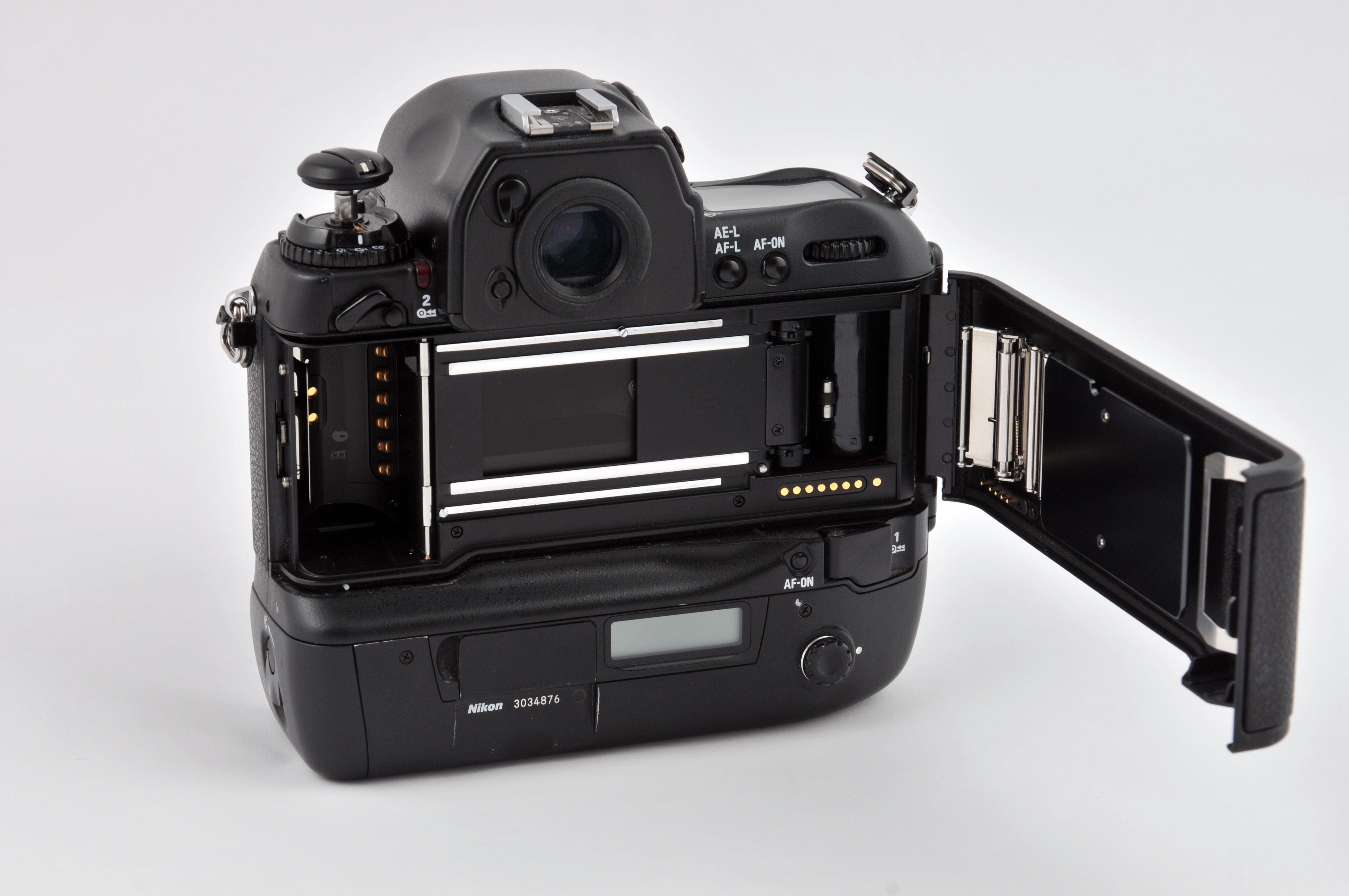
ニコン F5 1996年発売 接点1-12で全てのDX情報を読み取る12点式。
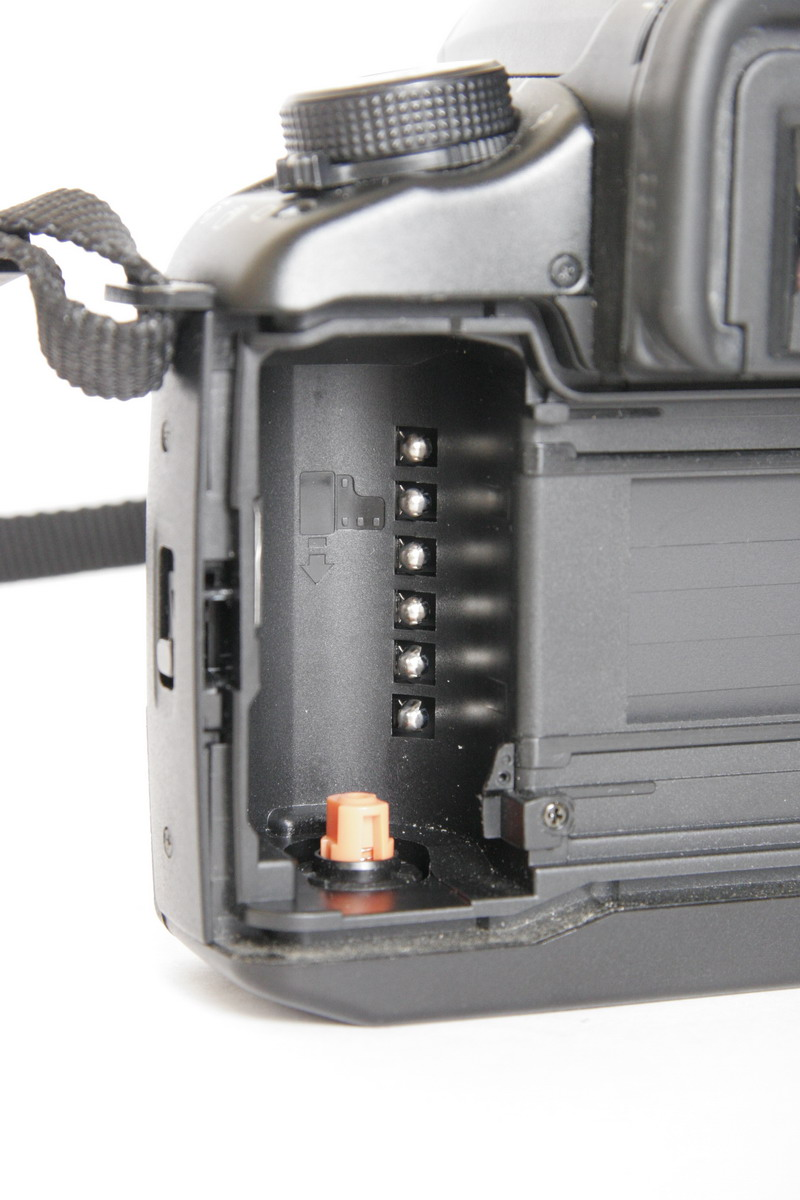
キヤノンEOS 30 2000年発売 接点1-6で感度のみ読み取る6点式。

## 詰め替え用パトローネ
長巻フィルムを詰め替えるためのパトローネでもDXコードつきのものもある。しかし、この場合そのパトローネにDX情報と合致しないフィルムを装填すると、間違った感度で撮影してしまったり、フィルムが途中で巻き戻されるなど失敗の原因になる。このためDXコードがプリントされた金属製シールが添付、または別売りされていた。